# Светослав Будинов
Светослав Ангелов Будинов е български офицер, полковник, командир на 68-и пехотен полк през Втората световна война (1941 – 1945).

## Биография
Светослав Будинов е роден на 28 януари 1897 г. в София. През 1919 г. завършва Военното на Негово Величество училище е произведен в чин подпоручик. На 30 януари 1923 г. е произведен в чин поручик. Служи в 25-и пехотен драгомански и 12-и пехотен балкански полк. На 15 юни 1928 г. е произведен в чин капитан, а от следващата година е адютант на Военната академия. През 1932 г. е назначен на служба в 17-и пограничен участък, а от 1935 г. е на служба в 1-ва тежка картечна дружина. На 6 май 1936 г. е произведен в чин майор и същата година е назначен за адютант на Пехотната инспекция. От 1938 г. служи във Военното на Негово Величество училище, а на 6 май 1940 г. е произведен в чин подполковник.
През Втората световна война (1941 – 1945) подполковник Будинов служи в 1-ви пехотен софийски полк (1942), същата година е назначен на служба в канцеларията на Министерството на войната, на 14 септември 1943 г. е произведен в чин полковник, като през същата година служи в 23-ти пехотен шипченски полк. През 1944 г. е назначен за началник на 68-и пехотен полк, на която служба е до 3 септември 1944 г., когато е уволнен от служба.
В периода 1951 – 1953 г. полковник Будинов е въдворен в лагера „Белене“.

## Семейство
Полковник Светослав Будинов е женен и има 2 деца. Той е син на подпоручик Ангел Будинов, роден през 1863 г. в с. Църнел и служил в 1-ви резервен полк.
Негов внук е известният преподавател в Софийския университет д-р Светослав Димитров Будинов,роден в гр. София през 1957 г. и починал през 2001 г. Малкото име на полковник Будинов носи и неговият правнук - Светослав Светославов Будинов, роден през 1982 г. в гр. София, по професия адвокат.

## Военни звания
- Подпоручик (1919)
- Поручик (30 януари 1923)
- Капитан (15 юни 1928)
- Майор (6 май 1936)
- Подполковник (6 май 1940)
- Полковник (14 септември 1943)

## Образование
- Военно на Негово Княжеско Височество училище (до 1919)